# High Five
High Five (Altura cinco en España y Para superar el miedo en Hispanoamérica) es el segundo episodio de la primera temporada de la serie de televisión Mighty Morphin Power Rangers. Se emitió originalmente el 7 de septiembre de 1993, y fue el primer episodio que utilizó el formato estándar del monstruo de la semana, aunque en este episodio hubo dos monstruos en vez de uno.

## Argumento
Después de ver a Jason escalar una cuerda en el bar de Ernie, Trini le revela a los otros rangers que tiene pánico a las alturas. Bulk y Skull aparecen burlándose de Jason, aunque al intentar Jason subir derriba parte del techo. Mientras tanto, Billy fabrica unos nuevos comunicadores de pulsera que los rangers podrán usar para contactar con el Centro de Mando y con Zordon.
En la luna, Rita decide atrapar a los rangers en un vórtice del tiempo como hizo con Zordon. Squatt y Baboo envían un cohete a la Tierra que activará el vórtice, y Rita hace que Finster cree un monstruo con apariencia de zombi llamado Bones para que controle el vórtice.
Los rangers reciben la primera alerta por una pequeña patrulla de masilla a las afueras de la ciudad. Zordon les envía para derrotarles, y deciden seguir el consejo de Zordon de intentar derrotarles sin metamorfosearse. Durante la lucha, Billy es acorralado en lo alto de un precipicio, y Trini debe enfrentarse a su miedo a las alturas para escalar y salvarle. Lo hace, y así los rangers logran hacer huir a los masillas.
Entonces, Bones es enviado a la Tierra para atacar a los rangers, que se metamorfosean para enfrentarse a él, pero son absorbidos en el vórtice del tiempo. Mientras luchan contra Bones, Squatt y Baboo aparecen para destruir el cohete, que es la única forma de salir. Los rangers derrotan a Bones lanzando su cabeza a un foso de lava, y a pesar de que el plan de Rita era dejarles atrapados en el vórtice, Rita decide enviar un gigante que rompe el vórtice y ataca los rangers en la Tierra. Jason invoca al Dinozord Tiranosaurio, y logra destruir al gigante.
De vuelta en el Centro Juvenil, los rangers y Zordon vía comunicador felicitan a Trini por superar su miedo. El episodio acaba de forma cómica cuando Zack, disfrazado con una máscara de mono, asusta a Trini y la hace escalar la cuerda, probando que venció su miedo a las alturas.

## Reparto

### Protagonistas
- Austin St. John como Jason Lee Scott.
- Thuy Trang como Trini Kwan.
- Walter Jones como Zack Taylor.
- Amy Jo Johnson como Kimberly Hart.
- David Yost como Billy Cranston.
- Jason Narvy como Skull.
- Paul Schrier como Bulk.
- David Fielding como Zordon.

### Antagonistas
- Machiko Soga como Rita Repulsa.
- Barbara Goodson como la voz de Rita Repulsa.
- Michael Sorich como la voz de Squatt.
- Kerrigan Mahan como la voz de Goldar.
- Dave Mallow como la voz de Baboo.
- Robert Axelrod como la voz de Finster.
- Tom Wyner como Bones.

### Secundarios
- Romy J. Sharf como Alpha 5.
- Richard Horvitz como la voz de Alpha 5.
- Richard Genelle como Ernie.